# ロミオとジュリエット (2001年のミュージカル)
『ロミオとジュリエット』（フランス語：Roméo et Juliette: de la Haine à l'Amour）は、シェイクスピアの戯曲『ロミオとジュリエット』を基にしたフランス発のロック・ミュージカルである。作詞・作曲はジェラール・プレスギュルヴィック、初演は2001年1月19日、パリのパレ・デ・コングレ劇場。

## 概要
初演時のサブタイトルは "de la Haine à l'Amour"（憎しみから愛へ）。フランス語ミュージカルとしては、『ノートルダム・ド・パリ』と並ぶ人気作品である。
原作との違いは、登場人物のほとんどが主人公2人の秘密婚儀を知っていることである。また言語や上演地によって、歌や筋立て、特に主人公2人の死に方に違いがある。
これまでにモントリオール、ロンドン（英語）、アムステルダム、ブダペスト（ハンガリー語）、モスクワ（ロシア語）、ウィーン（ドイツ語）、メキシコ（スペイン語）などで上演された。アジアでは2007年、フランス語によりソウル、釜山、台北などで巡回上演された。
2010年2月から4月に、パリのパレ・デ・コングレ劇場で "Les enfants de Vérone" （ヴェローナの子供たち）というサブタイトルで再演された。ロミオ役は初演及びアジアツアーで同役を演じたダミアン・サルグ、ジュリエットはアジアツアーのジョイ・エステル。
日本での初演は、宝塚歌劇団星組によって、2010年7月に梅田芸術劇場、8月に博多座で上演された。以降の再演については後述する。

## 登場人物
- ロミオ - モンタギュー家の一人息子。
- ジュリエット - キャピュレット家の一人娘。
- ティボルト - キャピュレット夫人の甥。ジュリエットに片思いしている。
- ベンヴォーリオ - モンタギューの甥でありロミオの友人。
- マキューシオ - ヴェローナ公の甥でありロミオの友人。
- ロレンス神父 - 街の教会の神父。ロミオとジュリエットの秘密婚儀を取りなす。
- ジュリエットの乳母 -
- モンタギュー卿 - モンタギュー家の家長。
- モンタギュー夫人 - モンタギューの妻。キャピュレット夫人と対立している。
- キャピュレット卿 - キャピュレット家の家長。
- キャピュレット夫人 - キャピュレットの妻。モンタギュー夫人と対立している。
- ヴェローナ公 - ヴェローナの領主。モンタギュー家とキャピュレット家の対立に頭を悩ませている。
- ピーター - ジュリエットの乳母の従者。
- パリス - ジュリエットの婚約者。
- 死
- 愛（宝塚版オリジナル）

## あらすじ
劇的効果を得るために、死（フランス、ベルギー、日本、オランダ、モスクワ作品のみ）や詩人（フランス作品のみ）などの原作には登場しない登場人物が登場する。さらに、キャピュレット夫人の出番は大幅に増え、ハンガリー版では使用人と浮気をしている。ティボルトの役柄はわずかに変わった。憎悪、そしてジュリエットへの報われない想いを抱きながら暗い幼年時代を過ごしたという設定が加わり、原作での単に敵意に満ちたものから、より哀れなものになっている。

### 第一幕
ヴェローナの町の二つの名家、モンタギュー家とキャピュレット家の間の長年に渡る確執は、頻繁に街路での暴動を引き起こす。腹を立て、ヴェローナの大公は違反したら死刑に処すという条件で市内での闘争を絶対的に禁止する法令を発する("Vérone")。キャピュレット夫人とモンタギュー夫人が両一族の暴行を公然と非難する間("La haine")、ロミオ（モンタギュー家の唯一の後継者）とジュリエット（キャピュレット家の娘）はどうしようもないほどに愛を探し求めている("Un jour")。
キャピュレット家では、ジュリエットがパリス伯爵と出会うことができるように舞踏会が開催されている。そして、パリス伯爵はキャピュレットにジュリエットとの婚約を申し込んでいた("La demande en mariage", "Tu dois te marier")。ヴェローナでは、ロミオと彼の友人であるベンヴォーリオとマキューシオが道をぶらついている("Les rois du monde", "La folie")。ロミオはなんともいえぬ恐れを感じていた("J'ai peur")。ロミオに気晴らしをさせることを望み、ベンヴォ―リオとマキューシオはロミオを説得し変装させて、キャピュレット家で開かれている舞踏会へ同行させる("Le bal")。キャピュレットの娘であるジュリエットを見た瞬間、ロミオはその相手を誰だかわからないままジュリエットに心を奪われる("L'amour heureux")。ティボルトはロミオに気づき、ジュリエットの両親に知らせる。ロミオとジュリエットは乳母から互いが誰であるかを聞く("Le bal 2")。ティボルトは失恋し（密かにジュリエットを愛していた）、自分が憎悪と侮辱の息子であると歌う("C'est pas ma faute")。
舞踏会の後、ジュリエットは自室に逃げ込み、ロミオのことを夢想する。そしてロミオは自身を大きな危険に晒してキャピュレット家の庭でジュリエットに求婚する。二人は愛の誓いを交わし、結婚できるようできるだけ早く密かに計画をたてる("Le balcon")。家族が決して二人の結婚に賛成しないとわかっていたため、ロミオはローレンス修道士に会い、二人の結婚式を執り行うように頼む。ローレンス修道士は、この結婚により両家が和解するであろうと望んで快く受け入れる("Par amour")。
朝、ロミオは友達に会い、乳母に会ったがみんなにからかわれる("Les beaux, les laids")。ロミオは、ローレンス修道士が次の午後にロミオとジュリエットの結婚式を執り行うということを乳母に伝える。ジュリエットを自らの娘のように深く愛している乳母は、ジュリエットにその朗報を伝える("Et voilà qu'elle aime")。ついにロミオとジュリエットは結婚する("Aimer")。

### 第二幕
次の日、ベンヴォーリオとマキューシオはロミオに会う。そして彼らはロミオを裏切り者だと非難する("On dit dans la rue")。ヴェローナの街頭では、ロミオとの新しい血の繋がりに気づいていないティボルトはロミオを探しており("C'est le jour")、ロミオを見つけて戦いを挑む。そしてロミオはそれを拒む("Le duel")。マキューシオはその挑戦を受け、致命傷を負う。 罪悪感、復讐心、青年特有の短気に取りつかれ、ロミオはティボルトを殺す("Mort de Mercutio")。両家は喪に服し、大公に報復を要求する("La vengeance")。最終的に大公はロミオをヴェローナから追放することにし、政治権力について思いを巡らせる("Le pouvoir")。寝室で、ジュリエットは乳母から悲報を聞く。ジュリエットは従兄弟への愛と夫への愛との間で悩まされる。ロミオはローレンス修道士のもとへ行く。ロミオは追放は死よりもひどいものであると考えている("Duo du désespoir")。
ロミオとジュリエットは結婚初夜を二人で過ごし、 ロミオはマントバへ逃亡する("Le chant de l'alouette")。ジュリエットの夫が去ったすぐ後、ジュリエットはパリス伯爵と結婚する予定だと両親から告げられる。ジュリエットが拒否すると両親はジュリエットと縁を切ると脅す("Demain")。取り乱して、キャピュレットは自分の娘に対する愛を歌う("Avoir une fille")。自室でジュリエットは、なぜ自分が従わなければならないのか問う("Pourquoi")。マントバでは、ロミオはジュリエットのことを考えている。絶望の中でジュリエットはローレンス修道士を頼りにする。そして、ローレンス修道士は巧妙な計画を考案する。ローレンス修道士は、その計画がついに恋人たちと彼らの一族の両方に幸せな結末をもたらすことを望んでいる("Sans elle")。
ジュリエットは結婚の計画に従っていると思われたが、結婚の前夜、ローレンス修道士によって用意された彼女を仮死状態にする薬を服用する("Le poison")。ジュリエットは目が覚めて自分を待つロミオを見つけることを期待しながら、キャピュレット家の地下納体所に安置される。不運なことに、修道士が書いたロミオへ計画を伝える便りがどういうわけか紛失し、その代わりにロミオはベンヴォーリオから妻であるジュリエットが死んだことのみを聞く("Comment lui dire")。
悲嘆に暮れ、ロミオはキャピュレット家の地下納体所に押し入り、最愛の人の遺体だと信じているものを見つける。そして、死んでジュリエットに再会するために服毒する("Mort de Roméo")。そのすぐ後、ジュリエットは目を覚まし自分の夫が死んでいることに気づき、ロミオの短剣で自分自身を突き刺す("La mort de Juliette")。ローレンス修道士は地下納体所に入り、二人の恋人たちの死に気づく。ローレンス修道士は神に愚痴をこぼす("J'sais plus")。一部始終が話されているとき、打ちひしがれた両家は今後は平和に暮らすことに同意する("Coupables")。

## 初演時の配役
フランス初演
- ロミオ: ダミアン・サルグ/ヴァンサン・ニクロ
- ジュリエット: セシリア・カラ、後にジョイ・エステル
- ベンヴォーリオ: グレゴリー・バケ
- マキューシオ: フィリップ・ダヴィラ、後にジョン・アイゼン
- ティボルト: トム・ロス
- モンタギュー夫人: エレノア・ボーリュー
- キャピュレット夫人: イザベル・フェロン/カロリーヌ・ブランダン
- 乳母: レジャーヌ・ペリー
- キャピュレット: セバスティアン・エル・シャト
- ローレンス修道士: ジャン・クロード＝エディダ
- 大公: フレドリック・シャルテル
- パリス: エッセ
- 詩人: セルジュ・ル・ボーニュ
- 死: アンヌ・マノ

ウィーン初演（ドイツ語初演）
- ロミオ：ルカス・ペルマン
- ジュリエット（ユリア）：マジャーン・シャキ

## 楽曲
略号
- R：ロミオ
- J：ジュリエット
- B：ベンヴォーリオ
- M：マキューシオ
- T：ティボルト
- LM：モンタギュー夫人
- LC：キャピュレット夫人
- CC：キャピュレット伯
- LN：ジュリエットの乳母
- PV：ベローナ大公
- FL：ロレンス修道僧
- LP：詩人
- P：パリス
- LaM：死神
- GP：プレスギュルヴィック
- LT：全員

| Acte 1                             | Acte 2                                |
| ---------------------------------- | ------------------------------------- |
| Ouverture (GP)                     | "On dit dans la rue" (R, M & B)       |
| "Vérone" (PV)                      | "Cest le jour" (T)                    |
| "La Haine" (LC & LM)               | "Le Duel" (M, T, & R)                 |
| "Un Jour" (R & J)                  | "Mort de Mercutio" (M & R)            |
| "La Demande en mariage" (P & CC)   | "La Vengeance" (CC, LM, PV & R)       |
| "Tu dois te marier" (LC & LN)      | "Le Pouvoir" (PV)                     |
| "Les Rois du monde" (R, B & M)     | "Duo du désespoir" (LN & FL)          |
| "La Folie" (M, R & B)              | "Le Chant de l'alouette" (R & J)      |
| "J'ai peur" (R)                    | "Demain" (CC, LC, J & LN)             |
| "Le Bal" (instrumental)            | "Avoir une fille" (CC)                |
| "L'Amour heureux" (R & J)          | "Pourquoi" (J)                        |
| "Le Bal 2" (instrumental)          | "Sans Elle" (R & J)                   |
| "C'est pas ma faute" (T)           | "Le Poison" (J)                       |
| "Le Poète" (LP & J)                | "Comment lui dire" (B)                |
| "Le Balcon" (R & J)                | "Mort de Roméo" (R)                   |
| "Par amour" (FL, R & J)            | "La Mort de Juliette" (J)             |
| "Les Beaux, les Laids" (LN, B & M) | "J'sais plus" (FL)                    |
| "Et voilà qu'elle aime" (LN)       | "Coupables" (final) (LC, LM, LN & LT) |
| "Aimer" (R & J)                    | --                                    |

## 日本での上演

### ロミオ&ジュリエット
潤色・演出は小池修一郎が担当。企画・制作は、TBS、ホリプロ、梅田芸術劇場。
2011年
2011年9月 7日 - 10月 2日（32回） 赤坂ACTシアター
2011年10月8日 - 10月20日（17回） 梅田芸術劇場メインホール
キャストとダンサーはオーディションで決定。
2013年
2013年 9月 3日 - 10月 5日（40回） 東急シアターオーブ
2013年10月12日 - 10月27日（19回） 梅田芸術劇場メインホール
城田優がロミオ役（東京20回、大阪11回）とティボルト役（東京11回、大阪4回）の両方を日替わりで務めた。
柿澤勇人は東京公演のみ（10回）の出演。
宮尾俊太郎は東京公演のみ（12回）の出演。
2017年
2017年1月15日 - 2月14日（37回） 赤坂ACTシアター
2017年2月22日 - 3月 5日（15回） 梅田芸術劇場メインホール
2019年
2019年2月23日 - 3月10日（22回） 東京国際フォーラムC
2019年3月22日 - 3月24日（ 5回） 刈谷市総合文化センター
2019年3月30日 - 4月14日（16回） 梅田芸術劇場メインホール
宮尾俊太郎は大阪公演のみ（8回）の出演。
2021年
2021年5月21日 - 6月13日（27回） 赤坂ACTシアター
2021年7月 3日 - 7月11日（11回） 梅田芸術劇場メインホール
2021年7月17日 - 7月18日（ 3回） 愛知県芸術劇場大ホール
2024年
2024年5月16日 - 6月10日（32回） 新国立劇場 中劇場
2024年6月22日 - 6月23日（ 3回） 刈谷市総合文化センター
2024年7月 3日 - 7月15日（14回） 梅田芸術劇場メインホール
|                    | 2011年              | 2013年                     | 2017年              | 2019年                       | 2021年                | 2024年                |
| ------------------ | ------------------- | -------------------------- | ------------------- | ---------------------------- | --------------------- | --------------------- |
| ロミオ             | 城田優 山崎育三郎   | 城田優 古川雄大 柿澤勇人   | 古川雄大 大野拓朗   | 古川雄大 大野拓朗            | 黒羽麻璃央 甲斐翔真   | 小関裕太 岡宮来夢     |
| ジュリエット       | 昆夏美 フランク莉奈 | フランク莉奈 清水くるみ    | 生田絵梨花 木下晴香 | 葵わかな 生田絵梨花 木下晴香 | 伊原六花 天翔愛       | 吉柳咲良 奥田いろは   |
| ティボルト         | 上原理生 平方元基   | 加藤和樹 城田優            | 渡辺大輔 廣瀬友祐   | 渡辺大輔 廣瀬友祐            | 立石俊樹 吉田広大     | 太田基裕 水田航生     |
| ベンヴォーリオ     | 浦井健治            | 平方元基 尾上松也          | 馬場徹 矢崎広       | 三浦涼介 木村達成            | 味方良介 前田公輝     | 内海啓貴 石川凌雅     |
| マーキューシオ     | 良知真次 石井一彰   | 東山光明 水田航生          | 平間壮一            | 平間壮一                     | 新里宏太 大久保祥太郎 | 笹森裕貴 伊藤あさひ   |
| マーキューシオ     | 良知真次 石井一彰   | 東山光明 水田航生          | 小野賢章            | 黒羽麻璃央                   | 新里宏太 大久保祥太郎 | 笹森裕貴 伊藤あさひ   |
| ロレンス神父       | 安崎求              | 安崎求                     | 坂元健児            | 岸祐二                       | 石井一孝              | 津田英佑              |
| ジュリエットの乳母 | 未来優希            | 未来優希                   | シルビア・グラブ    | シルビア・グラブ             | 原田薫                | 吉沢梨絵              |
| キャピュレット卿   | 石川禅              | 石川禅                     | 岡幸二郎            | 岡幸二郎                     | 松村雄基              | 岡田浩暉              |
| キャピュレット夫人 | 涼風真世            | 涼風真世                   | 香寿たつき          | 春野寿美礼                   | 春野寿美礼            | 彩吹真央              |
| モンタギュー卿     | ひのあらた          | ひのあらた                 | 阿部裕              | 宮川浩                       | 宮川浩                | 田村雄一              |
| モンタギュー夫人   | 大鳥れい            | 鈴木結加里                 | 秋園美緒            | 秋園美緒                     | 秋園美緒              | ユン・フィス          |
| ヴェローナ大公     | 中山昇              | 中山昇                     | 岸祐二              | 石井一孝                     | 岡幸二郎              | 渡辺大輔              |
| パリス             | 岡田亮輔            | 岡田亮輔 加藤潤一          | 川久保拓司          | 姜暢雄                       | 兼崎健太郎            | 雷太                  |
| 死                 | 中島周 大貫勇輔     | 中島周 大貫勇輔 宮尾俊太郎 | 大貫勇輔 宮尾俊太郎 | 大貫勇輔 宮尾俊太郎          | 小㞍健太 堀内將平     | 栗山廉 キム・セジョン |